# Социјалистичка Република Хрватска
Социјалистичка Република Хрватска (скраћено СР Хрватска и СРХ) била је једна од шест република које су сачињавале Социјалистичку Федеративну Републику Југославију (СФРЈ).
Била је друга по величини република СФРЈ, друга по броју становника (после СР Србије) и друга по развијености (после СР Словеније). Главни град СР Хрватске био је Загреб.
Дефакто је настала на ослобођеној територији Хрватске, маја 1944. одлукама Земаљског антифашистичког вијећа народног ослобођења Хрватске (ЗАВНОХ), које су имале уставотворни карактер. Под називом Федерална Држава Хрватска званично је настала 25. јула 1945. на заседању Четвртог заседања ЗАВНОХ-а. Након проглашења Федеративне Народне Републике Југославије (ФНРЈ), 26. фебруара 1946. променила је назив у Народна Република Хрватска. Назив Социјалистичка Република Хрватска добила је кад и остале југословенске републике, Уставом из априла 1963. и носила га је до 25. јула 1990, када је након првих вишепартијских избора, преименована у Републику Хрватску.
Независност од СФРЈ прогласила је 25. јуна 1991, али је Брионском декларацијом на њу стављен мораторијум од три месеца, након чега је независност потврђена 8. октобра 1991. године.
Конститутивни народи били су Хрвати и Срби, а званичне народности — Мађари, Чеси, Италијани, Словаци, Русини и Украјинци, али само у општинама у којима су представљали значајни део становништва. Након првих вишепартијских избора, дошло је до крупних друштвено-политичких промена — измењени су државни симболи, укинуте су Заједнице општина, а Срби у Хрватској су престали да буду конститутиван народ, што је био један од разлога за избијање рата у Хрватској.

## Историја
Ослобођење од Аустроугарске долази после Првог светског рата Тада Хрватска постаје део Краљевине Југославије, али и тада се наставља борба за праведнији живот радника па су познати многи штрајкови и буне од којих треба издвојити штрајк бродоградилишних радника у Лабину. Комунистичка партија је била доста јака и тако је у Загребу одржана Пета партијска конференција која је значајна за борбу народа и народности Југославије против окупатора и домаћих издајника. У Загребу је 1919. основан Савез социјалистичке омладине Југославије.
У току Другог светског рата територија СР Хрватске и СР БиХ је била под влашћу издајничке Павелићеве НДХ који су начинили огромне злочине према не хрватском становништву и припадницима и симпатизерима КПЈ и НОБ-а.
Са ослобођењем земље почиње обнова СР Хрватске и самим тим бољитак за све њене грађане. Ипак почетком 1970-их јављају се покушаји за отцепљење СР Хрватске и укидање права других народа. Те покушаје је СКЈ и влада СФРЈ успешно спречила.

## Општине у СР Хрватској
На пописима 1971. и 1981. године СР Хрватска имала је 113 општина. Крајем осамдесетих из састава општине Сплит издвојене су две нове општине: Каштела и Солин, па је на попису из 1991. године, СР Хрватска имала 115 општина:
- Град Загреб (14 општина): Велика Горица, Дубрава, Запрешић, Максимир, Медвешчак, Нови Загреб, Пешченица, Самобор, Сесвете, Суседград, Трешњевка, Трње, Центар и Чрномерец.
- ЗО Загреб (12 општина): Врбовец, Доња Стубица, Дуго Село, Забок, Зелина, Златар-Бистрица, Иванић Град, Јастребарско, Клањец, Крапина, Кутина и Преграда.
- ЗО Вараждин (5 општина): Вараждин, Иванец, Лудбрег, Нови Мароф и Чаковец.
- ЗО Бјеловар (10 општина): Бјеловар, Вировитица, Гарешница, Грубишно Поље, Дарувар, Ђурђевац, Копривница, Крижевци, Пакрац и Чазма.
- ЗО Осијек (14 општина): Бели Манастир, Валпово, Винковци, Вуковар, Доњи Михољац, Ђаково, Жупања, Нашице, Нова Градишка, Ораховица, Осијек, Подравска Слатина, Славонска Пожега и Славонски Брод.
- ЗО Сисак (6 општина): Глина, Општина Двор, Костајница, Новска, Петриња и Сисак.
- ЗО Карловац (6 општина): Војнић, Вргинмост, Дуга Реса, Карловац, Озаљ и Слуњ.
- ЗО Ријека (19 општина): Бује, Бузет, Врбовско, Делнице, Крк, Лабин, Огулин, Опатија, Паг, Пазин, Пореч, Пула, Раб, Ријека, Ровињ, Сењ, Црес-Лошињ, Цриквеница и Чабар.
- ЗО Госпић (5 општина): Госпић, Грачац, Доњи Лапац, Титова Кореница и Оточац.
- ЗО Сплит (24 општине): Бенковац, Биоград на Мору, Брач, Вис, Вргорац, Дрниш, Дубровник, Задар, Имотски, Кардељево, Каштела, Книн, Корчула, Ластово, Макарска, Метковић, Обровац, Омиш, Сињ, Солин, Сплит, Трогир, Хвар и Шибеник.

## Имена градова
Имена одређених градова у време постојања СР Хрватске:
- Биоград на мору — данас Биоград
- Двор на Уни — данас Двор
- Зелина — данас Свети Иван Зелина
- Кардељево (од 1950. до 1954. и од 1980; по Едварду Кардељу) — данас Плоче
- Костајница — данас Хрватска Костајница
- Партизанска Дрежница — Дрежница
- Подравска Слатина — данас Слатина
- Славонска Пожега — данас Пожега
- Титова Кореница (од 1945; по Јосипу Брозу Титу) — данас Кореница

## Функционери СР Хрватске

### Председници
Функција председника Републике, односно председника Председништва СР Хрватске уведена је тек Уставом из 1974. године, а пре тога је функцију шефа државе обављао председник Земаљског антифашистичког вијећа народног ослобођења Хрватске, од 1943. до 1945. године, односно председник Президијума Народне скупштине, од 1945. до 1953. године. Након укидања ове функције, од 1953. до 1974. године функцију шефа државе је обављао председник Народне скупштине.
- Председник ЗАВНОХ-а
  - Владимир Назор (13. јун 1943 — 25. јул 1945)
- Председник Президијума Сабора НР Хрватске (1945—1953)
  - Владимир Назор (25. јул 1945 — 19. јун 1949)
  - Карло Мразовић (15. октобар 1949 — фебруар 1952)
  - Вицко Крстуловић (фебруар 1952 — 6. фебруар 1953)
- Председник Сабора НР Хрватске (1953—1974)
  - Златан Сремец (6. фебруар 1953 — 18. децембар 1953)
  - Владимир Бакарић (18. децембар 1953 — 1963)
  - Иван Крајачић (1963 — 1967)
  - Јаков Блажевић (1967 — април 1974)
  - Иво Перишин (април 1974 — 8. мај 1974)
- Председник Председништва СР Хрватске (1974—1990)
  - Јаков Блажевић (8. мај 1974 — мај 1982)
  - Маријан Цветковић (мај 1982 — мај 1983)
  - Милутин Балтић (мај 1983 — 10. мај 1984)
  - Јакша Петрић (10. мај 1984 — 10. мај 1985)
  - Перо Цар (10. мај 1985 — 20. новембар 1985)
  - Ема Дероси Бјелајац (20. новембар 1985 — 10. мај 1986)
  - Анте Марковић (10. мај 1986 — мај 1988)
  - Иво Латин (мај 1988 — 30. мај 1990)
  - Фрањо Туђман (30. мај 1990 — 25. јул 1990)[1]

### Премијери
- Министар за Хрватску у Привременој влади ДФЈ (1945)
  - Павле Грегорић (7. март 1945 — 14. април 1945)
- Председник владе (1945—1953)
  - Владимир Бакарић (14. април 1945 — 6. фебруар 1953)
- Председник Извршног већа (1953—1990)
  - Владимир Бакарић (6. фебруар 1953 — 18. децембар 1953)
  - Јаков Блажевић (18. децембар 1953 — јул 1962)
  - Звонко Бркић (јул 1962 — јун 1963)
  - Мика Шпиљак (јун 1963 — мај 1967)
  - Савка Дабчевић-Кучар (мај 1967 — мај 1969)
  - Драгутин Харамија (мај 1969 — децембар 1971)
  - Иво Перишин (децембар 1971 — април 1974)
  - Јаков Сиротковић (април 1974 — 9. мај 1978)
  - Петар Флековић (9. мај 1978 — јул 1982)
  - Анте Марковић (јул 1982 — 20. новембар 1985)
  - Ема Дероси Бјелајац (20. новембар 1985 — 10. мај 1986)
  - Антун Миловић (10. мај 1986 — 30. мај 1990)
  - Стјепан Месић (30. мај 1990 — 25. јул 1990)

## Фотогалерија
- Председник Тито код Споменика револуције народа Мославине у Подгарићу
- Маршал Тито у посети Книну 1954.
- Кумровец родна кућа Јосипа Броза Тита  1958.
- „Коцкица” у Загребу, некадашње седиште ЦК СК Хрватске
- Трг Републике у Загребу, 1967.
- Пула
- Сплит 1967.
- Титов мост
- Споменик устанку народа Хрватске у Србу
- Дубровник 1968
- Споменик Сељачкој буни и Матији Гупцу